# Пронднік (річка)
Пронднік (пол. Prądnik) (у пониззі Кракова під назвою Бялуха (пол. Białucha) ) — річка в Малопольському воєводстві, на Краківсько-Ченстоховській височині, ліва притока Вісли. Інші назви річки: Pratnik, Promnik, а у верхів'ях Sałaszówka або Sułoszówka .

## Етимологія
Основна назва походить від слова пол. prandky (прудкий) , що означає швидкий, розумний і відноситься до швидкої течії. Термін Бялуха, який використовується паралельно, походить від білого вапнякового шару або від молочного кольору води, багатої на вапнякові відкладення.

## Течія
Джерела знаходяться в селі Сулошова на Олькуській височині. У верхній течії протікає через глибоку ущелину (Долина Прондніка в районі Ойцовського національного парку). Річка впадає у Віслу в Кракові біля Домб'я. До 1655 року вона впадала в нині неіснуюче русло Вісли в районі сучасної вулиці Бліх.
У верхній течії водяться струмкова форель і головень європейський, косяки яких можна побачити навіть у Кракові. У 1980-х була і райдужна форель, що походила із зариблення.
Спочатку (з середньовіччя) поселення в його долині носили таку саму назву, починаючи від села Прондник, яке знаходилося відразу за кордоном Клепажа.
На річці Пронднік розташовані міста Сулошова, Пєскова Скала, Ойцув, Прондник-Кожкевський, Ґебултув, Янушовіце, Пенковиці та Зеленкі, а також райони Кракова: Пронднік Білий, Пронднік Червоний, Старе Місто та Гжегужкі. 
З метою збереження природного звивистого русла річки, яке є середовищем існування охоронюваних видів тварин, у 2008 році вздовж річки Пронднік було створено екологічну територію «Долина Пронднік» площею бл.14 га (від вул. Гурніцка до межі міста) . У 2014 році використання було певною мірою неможливе через Малопольським управлінням меліорації та водного господарства в Кракові під час виконання завдання «Збереження річки Бялуха» .

### Притоки
Притоками Прондніка/Бялухи є:
- Бібічанка [2]
- Часник [2]
- Коржкєв [2]
- Судул [2]
- Домініканський судол [2]

## Галерея

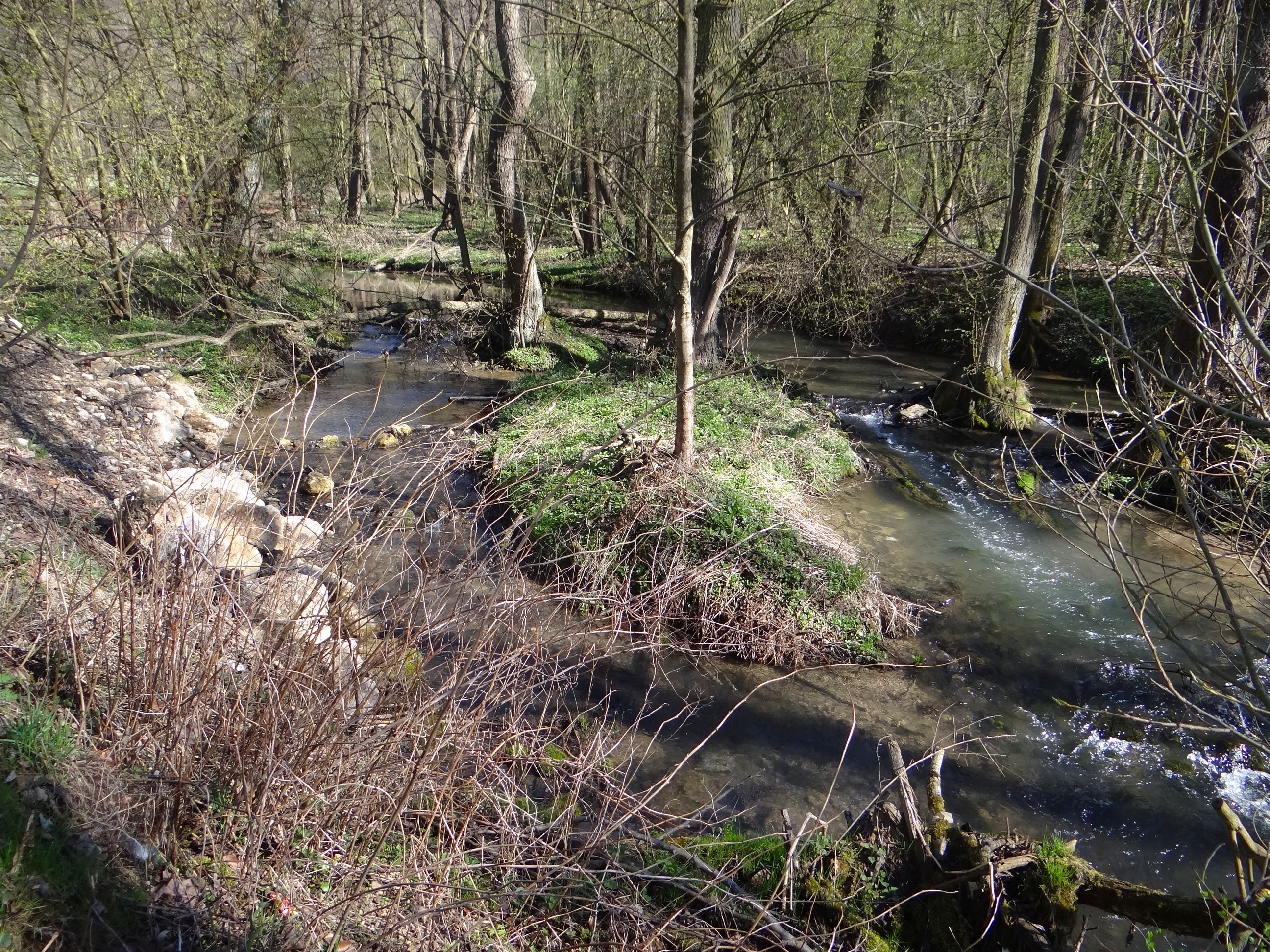
Пронднік у Прондніку Коржкієвському
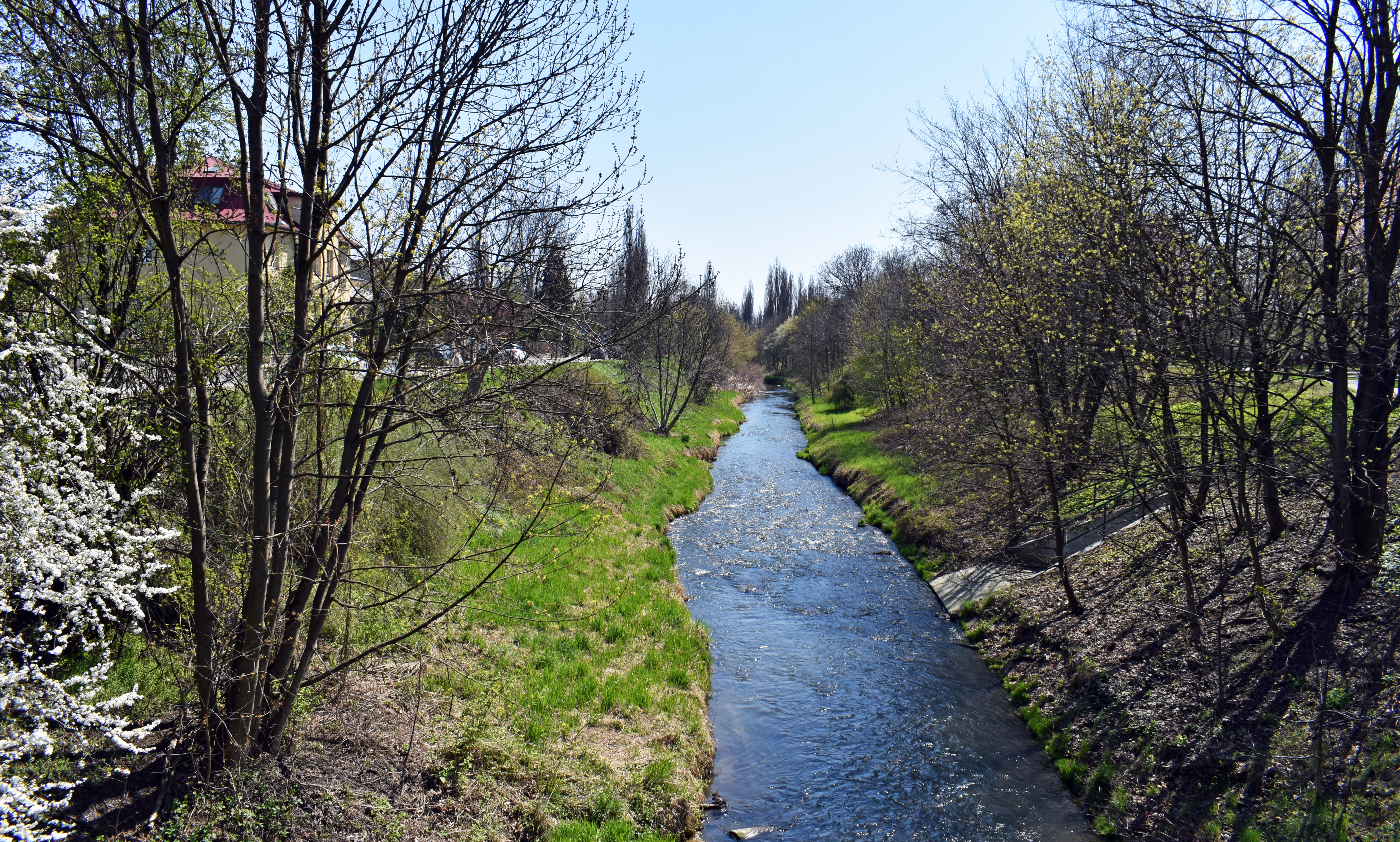
Бялуха у Кракові, ліворуч вул. Набережна
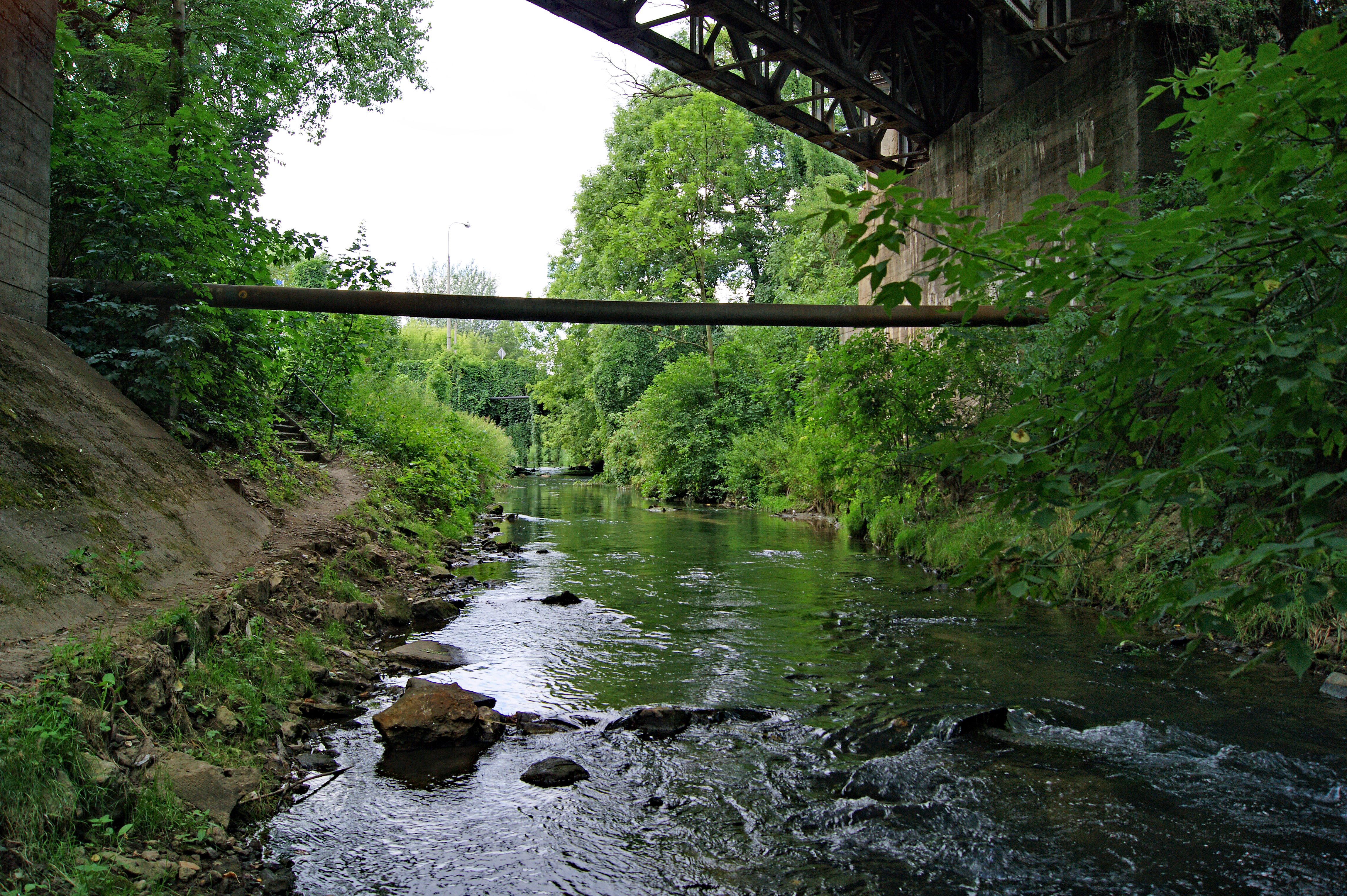
Бялуха у Кракові, під залізничним мостом на вул. Могильській

## Дивись також
- Вільга
- Рудава
- Річки в Польщі